# История почты и почтовых марок Южной Осетии
История почты и почтовых марок Южной Осетии подразделяется на периоды, соответствующие почтовым системам государств, в составе которых находилась данная территория (Российская империя, СССР), и вначале непризнанной, а ныне частично признанной Республики Южная Осетия (РЮО; с 1991).

## Развитие почты

### До провозглашения независимости
До 1917 года на юго-осетинских землях действовала почтовая служба Российской империи и для оплаты корреспонденции использовались общероссийские знаки почтовой оплаты.
На протяжении почти всего XX века (1922—1990) Южная Осетия являлась автономной областью в составе Грузинской ССР (Юго-Осетинская автономная область) и обслуживалась почтой Советского Союза. В почтовом обращении в этот период находились знаки почтовой оплаты СССР. Среди них были почтовые марки, художественные маркированные конверты и другие цельные вещи, на рисунках которых были представлены сюжеты, связанные с Южной Осетией[≡].

### Современный период
Почтовая связь в Южной Осетии находится в ведении почтово-телеграфной службы Государственного комитета Южной Осетии по связи и массовым коммуникациям.
Югоосетинская почта в последние годы (до 2008 года) практически не работала: не доставлялись большинство отправлений из России (заказные письма, посылки, бандероли и т. д.). Все это происходило по причине того, что в г. Владикавказ был выделен абонентский ящик специально для корреспонденции, адресованной в РЮО. Но, так как по закону для получения отправления из а/я нужно было присутствие самого адресата или доверенности от него, получение отправлений становилось практически невозможным. Исключением можно было считать доставку простых писем, адресованных в РЮО, процедура изъятия которых из а/я не требует присутствия самого адресата, а достаточно почтового работника. Исключение составляла доставка местных изданий, но и та приносила убытки.
Несмотря на частичное признание Южной Осетии рядом государств во главе с Россией, республика ещё не вступила во Всемирный почтовый союз (ВПС), в связи с чем до недавнего времени почтовые марки РЮО не были пригодны для франкирования международных почтовых отправлений, даже адресованных в Россию. Для пересылки за границу на корреспонденцию наклеивались российские почтовые марки, после чего она транспортировалась юго-осетинской почтовой службой в Северную Осетию (Россия), где российские почтовые марки гасились российскими штемпелями и пересылались дальше по назначению «Почтой России».
Сейчас же, после подписания двухсторонних договоренностей между Россией и Южной Осетией в сфере связи и массовых коммуникаций, и стараниям нового руководства в самой почтово-телеграфной службе, дела сдвинулись с мёртвой точки. Южная Осетия имеет право франкировать свои почтовые отправления югоосетинскими марками или ставить штамп «ОПЛАЧЕНО».

### «Почта России» в Южной Осетии
После войны в Грузии в августе 2008 года на территории Южной Осетии работали два передвижных почтовых отделения ФГУП «Почта России», которые были организованы при содействии почтовой службы Северной Осетии. С помощью этих мобильных отделений связи в Южную Осетию ежедневно переправлялись и бесплатно распространялись североосетинские и российские газеты, осуществлялся бесплатный приём писем и бандеролей, были подарены школьные принадлежности детям Южной Осетии.
В сентябре 2010 года было подписано соглашение между южноосетинскими властями и Министерством массовых коммуникаций и связи России. В соответствии с договорённостями, в Южной Осетии было открыто отделение «Почты России», которая, в дополнение к услугам местной почтово-телеграфной службы, осуществляет собственными силами доставку подписных изданий, телеграмм и почтовой корреспонденции. Впервые за долгие годы жители Южной Осетии получили возможность отправлять и получать бандероли, посылки, денежные переводы и пользоваться другими почтовыми услугами. Кроме того, «Почта России» обязалась отремонтировать здание почтово-телеграфной службы Южной Осетии. Для Южной Осетии был также выделен временный телеграфный индекс, и с этого времени телеграммы туда направляются под отдельным грифом «Республика Южная Осетия, город Цхинвал» (без упоминания Грузии).
Количество исходящих писем из Российской Федерации в Южную Осетию за год составило 3972 отправления ( заказных и простых), а входящих - 3262 письма, сообщили в «Почтово-телеграфной службе».

## Выпуски почтовых марок

### Первые марки непризнанной республики
Первые почтовые марки Республики Южная Осетия были изданы 23 мая 1994 года. На марках номиналами в 30, 50 и 200 рублей и одинакового рисунка были изображены контурные очертания республики, окрашенные в цвета национального флага, и старого герба Южной Осетии (с орлом). Надписи на марке на русском и осетинском языках гласили: «Республика Южная Осетия» и «Xussar Iryston Respublika»[≡]. По поручению Председателя Верховного Совета республики Л. А. Чибирова было подготовлено около десяти образцов почтовых марок, печатание которых производилось за пределами Южной Осетии. Марки аналогичного дизайна, но других номиналов (100 и 600 рублей) выходили также в 1995 году.

### Последующие эмиссии
В 1994—1996 годах аналогичным образом были эмитированы марки с портретами поэта Косты Хетагурова[≡], Героев Советского Союза И. А. Плиева[≡], Г. И. Хетагурова[≡] и Ю. А. Гагарина[≡], со спортивной символикой, с изображением видов флоры и фауны и другие.
К 15-й годовщине подписания договора о дружбе и сотрудничестве между Республикой Южная Осетия и Приднестровской Молдавской Республикой была выпущена совместная почтовая марка. Марки введены в обращение с 12 октября 2010 года, но они не предназначены для широкого обращения и продажи, они являются, как отметили в МИД РЮО, коллекционными.

### После признания Россией независимости РЮО
14 августа 2013 года в Южной Осетии вышла первая почтовая марка страны номиналом в 15 сомов (рублей), которая официально считается действительной за границами РЮО. Марка приурочена к пятилетию признания Российской Федерацией независимости РЮО, состоявшегося 26 августа 2008 года.
Вслед за первой маркой 20 сентября 2013 года была эмитирована вторая почтовая марка номиналом в 50 сомов (рублей), которая также официально считается действительной за пределами РЮО. Марка приурочена ко дню независимости РЮО (20 сентября)[≡].

## Фальсификации
Почтовое ведомство Грузии в 2001 году сообщило в руководящие органы ВПС о фальшивых марках, изданных якобы от имени Южной Осетии. При этом речь шла о девяти малых листах по восемь марок в каждом, на которых были запечатлены космонавты СССР.
В настоящее время известно большое количество выпусков разного рода марок (флора, фауна, космос, металлические и т. д.), якобы имеющих отношение к почте Южной Осетии, но фактически никак к ней не относящихся.

## Почтовые индексы
На территории Южной Осетии не действуют почтовые индексы (территория под единым индексом).